# Shin'iki
Shin'iki (神域? lett. "territorio divino") è un termine della lingua giapponese usato nella religione Shintoista per indicare la parte più interna di un santuario, o i luoghi in generale dove dimorano spiriti e divinità.

## Sinossi
Nello Shintoismo antico, gli shin'iki venivano segnalati tramite degli yorishiro (依代?), oggetti posseduti da un divinità, come himorogi (神籬? lett. "recinzione divina") o iwakura (磐座? lett. "sedile di roccia"); il nome stesso indica il confine con il sacro, il rogi di Himorogi (籬) indica la recinzione, mentre gli iwakura vengono anche detti iwasaka (磐境? lett. "roccia di confine"). Rocce, alberi, mari, fiumi e monti, in veste di himorogi, iwakura o chinju no mori (鎮守の森? lett. "foresta del dio tutelare"), fungevano da confine tra il mondo ultraterreno (il paradiso, il paese degli dei) e il mondo terreno (degli uomini), ma avevano anche la funzione di barriere (結界?, kekkai), volte a limitare i territori proibiti (禁足地?, kinsokuchi) nei quali era proibito l'accesso. A Okinoshima non era solo un tempio od una foresta ad essere uno shin'iki, bensì l'intera isola. Sin da tempo immemore le statuette votive di Buddha, Jizō o altre divinità tutelari, posizionate agli incroci che portavano a zone abitate venivano considerate delle barriere verso il mondo divino. 
Anche nello Shintoismo santuariale (insieme di teorie e rituali eseguiti all'interno del santuario) vengono utilizzate delle barriere per definire i territori sacri, per esempio per indicare una linea di confine vengono utilizzati scalini, porte, recinzioni, shimenawa o torii. La parte centrale del sandō (参道?), la strada o scalinata che conduce a un santuario, venendo considerata la strada che permette la divinità di discendere dal santuario in cui risiede, viene considerata uno shin'iki e non bisogna calpestarla; il devoto deve camminare ai lati.
Le barriere non solo rappresentano il divieto di mettere piede in una determinata zona, ma anche di unire due mondi, il territorio volgare, abitato dagli esseri umani, e il territorio sacro delle divinità, appunto lo shin'iki.

## L'importanza dello shin'iki nello Shintoismo
La natura dello shin'iki secondo lo Shintoismo è quella di un territorio assolutamente necessario per l'accoglienza e l'adorazione di una divinità all'interno del santuario, il culto avviene per esempio tramite la creazione di shien (神苑?), giardini tipici, o l'adorazione di reliquie sacre. La costruzione di questi giardini serve ad intrattenere la divinità venerata con fiori, erbe e alberi di vario genere. Anche la preparazione dell'acqua per le abluzioni avviene all'interno dello shin'iki.

## Lo stato attuale delle cose
Attualmente capita che gli shin'iki dei santuari vengano considerati come dei semplici luoghi per eventi. Anche quotidianamente viene visto come un luogo in cui si trovano bancarelle o palchi di vario genere.
Capita spesso che più che luoghi di adorazione di una divinità, diventino luoghi d'intrattenimento degli esseri umani. Al Santuario Heian nella prefettura di Kyoto, la Tokyo Ska Paradise Orchestra ha tenuto un concerto nel 2003, eventi come questo non sono rari. Tendono ad essere utilizzati in questo modo perché in origine erano stati costruiti come propri luoghi aperti a tutti per celebrare rituali Shinto.